# Wereldkampioenschappen schoonspringen 2009 – tienmetertoren vrouwen
Het Wereldkampioenschap op de 10 meter toren voor vrouwen werd gehouden op 17 juli, voorronde, en 18 juli 2009, halve finale en finale, in Rome, Italië. De eerste 18 uit de voorronde kwalificeerden zich voor de halve finale, de eerste 12 uit de halve finale kwalificeerden zich voor de finale. Regerend wereldkampioene was de Chinese Wang Xin.

## Uitslagen

### Voorronde
De voorronde vond plaats op 17 juli.
| Rang | Naam                    | Nationaliteit       | Score  | Bijz. |
| ---- | ----------------------- | ------------------- | ------ | ----- |
| 1    | Chen Ruolin             | China               | 388.65 | Q     |
| 2    | Melissa Wu              | Australië           | 359.80 | Q     |
| 3    | Kang Li                 | China               | 342.40 | Q     |
| 4    | Christin Steuer         | Duitsland           | 336.60 | Q     |
| 5    | Alexandra Croak         | Australië           | 323.85 | Q     |
| 6    | Roseline Filion         | Canada              | 322.35 | Q     |
| 7    | Tonia Couch             | Verenigd Koninkrijk | 321.85 | Q     |
| 8    | Audrey Lebeau           | Frankrijk           | 318.90 | Q     |
| 9    | Pandelela Rinong Pamg   | Maleisië            | 314.10 | Q     |
| 10   | Haley Ishimatsu         | Verenigde Staten    | 312.90 | Q     |
| 11   | Mai Nakagawa            | Japan               | 309.50 | Q     |
| 12   | Joelia Koltoenova       | Rusland             | 302.35 | Q     |
| 13   | Kim Jin Ok              | Noord-Korea         | 302.00 | Q     |
| 14   | Nora Subschinski        | Duitsland           | 301.75 | Q     |
| 15   | Laura Sanchez           | Mexico              | 299.95 | Q     |
| 16   | Meaghan Benfeito        | Canada              | 298.95 | Q     |
| 17   | Brittany Viola          | Verenigde Staten    | 298.80 | Q     |
| 18   | Paola Espinosa          | Mexico              | 292.85 | Q     |
| 19   | Claire Febvay           | Frankrijk           | 292.00 |       |
| 20   | Yaima Rosario Mena Pena | Cuba                | 286.05 |       |
| 21   | Brenda Spaziani         | Italië              | 281.55 |       |
| 22   | Villo Gyöngyvér Kormos  | Hongarije           | 274.75 |       |
| 23   | Melinda Beatrix Matias  | Hongarije           | 274.65 |       |
| 24   | Joelija Prokoptsjoek    | Oekraïne            | 272.80 |       |
| 25   | Noemi Batki             | Italië              | 268.35 |       |
| 26   | Elina Eggers            | Zweden              | 264.80 |       |
| 27   | Brooke Graddon          | Verenigd Koninkrijk | 251.05 |       |
| 28   | Milica Stjepanović      | Servië              | 235.70 |       |
| 29   | Corina Popovic          | Roemenië            | 228.45 |       |
| 30   | Traisy Vivien Tukiet    | Maleisië            | 219.80 |       |
| 31   | Annia Rivera Robita     | Cuba                | 191.60 |       |

### Halve finale
De halve finale vond plaats op 18 juli.
| Rang | Naam                  | Nationaliteit       | Score  | Bijz. |
| ---- | --------------------- | ------------------- | ------ | ----- |
| 1    | Li Kang               | China               | 390.95 | Q     |
| 2    | Melissa Wu            | Australië           | 364.45 | Q     |
| 3    | Paola Espinosa        | Mexico              | 359.75 | Q     |
| 4    | Alexandra Croak       | Australië           | 353.50 | Q     |
| 5    | Chen Ruolin           | China               | 351.45 | Q     |
| 6    | Maeghan Benefeito     | Canada              | 350.95 | Q     |
| 7    | Christine Steuer      | Duitsland           | 341.85 | Q     |
| 8    | Roseline Filion       | Canada              | 333.65 | Q     |
| 9    | Yulia Koltunova       | Rusland             | 329.70 | Q     |
| 10   | Audrey Labeau         | Frankrijk           | 313.85 | Q     |
| 11   | Rinong Pandalela Pamg | Maleisië            | 306.05 | Q     |
| 12   | Tonia Couch           | Verenigd Koninkrijk | 293.05 | Q     |
| 13   | Nora Subschinski      | Duitsland           | 276.10 |       |
| 14   | Mai Nakagawa          | Japan               | 274.40 |       |
| 15   | Jin Ok Kim            | Zuid-Korea          | 265.05 |       |
| 16   | Laura Sanchez         | Mexico              | 262.95 |       |
| 17   | Haley Ishimatsu       | Verenigde Staten    | 259.90 |       |
| 18   | Brittany Viola        | Verenigde Staten    | 254.90 |       |

### Finale
De finale vond plaats op 18 juli.
| Rang   | Naam                  | Nationaliteit       | Score  |
| ------ | --------------------- | ------------------- | ------ |
| Goud   | Paola Espinosa        | Mexico              | 428.25 |
| Zilver | Chen Ruolin           | China               | 417.60 |
| Brons  | Kang Li               | China               | 410.35 |
| 4      | Meaghan Benfeito      | Canada              | 396.50 |
| 5      | Rinong Pandalela Pamg | Maleisië            | 354.45 |
| 6      | Christin Steuer       | Duitsland           | 353.75 |
| 7      | Alexandra Croak       | Australië           | 351.85 |
| 8      | Tonia Couch           | Verenigd Koninkrijk | 351.00 |
| 9      | Audrey Labeau         | Frankrijk           | 348.90 |
| 10     | Roseline Filion       | Canada              | 340.20 |
| 11     | Melissa Wu            | Australië           | 329.75 |
| 12     | Joelia Koltoenova     | Rusland             | 321.70 |